# Pličina
Pličina je geomorfološki oblik reljefa morskog dna. Spada u uzvisine obalnog mora. Ova je uzvisina opasna za navigaciju. Ovisno o podrijetlu, pličina može nastati podizanjem morske razine što znači da je nekada bila otok, poput pličina u Jadranskom moru, ili je nastala izdizanjem morskog dna zbog tektonskih aktivnosti ili vulkanskog podrijetla (Grahamov otok koji je brzo od pličine postao otokom).